# Wilhelm Friberg

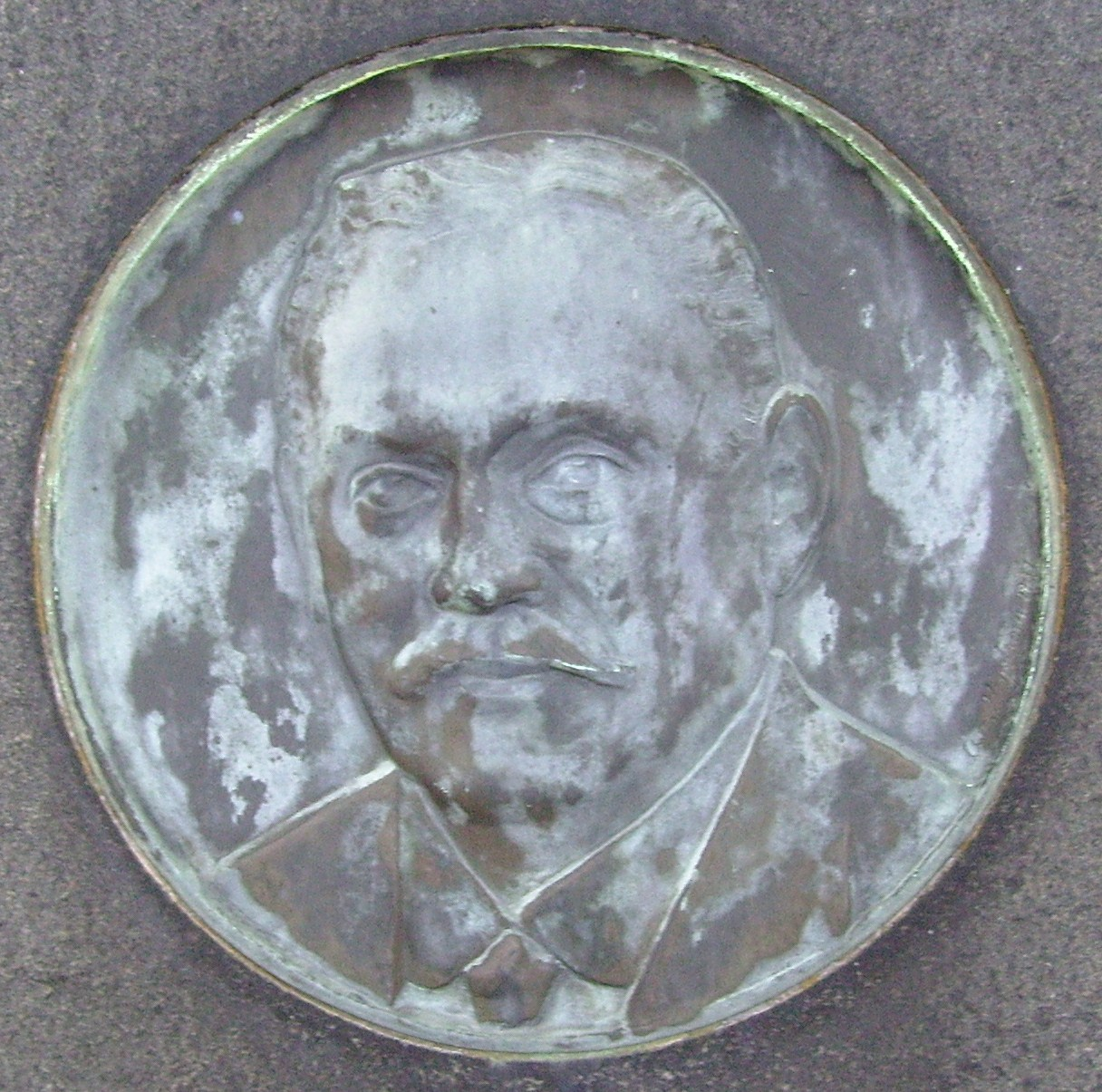
Wilhelm Friberg

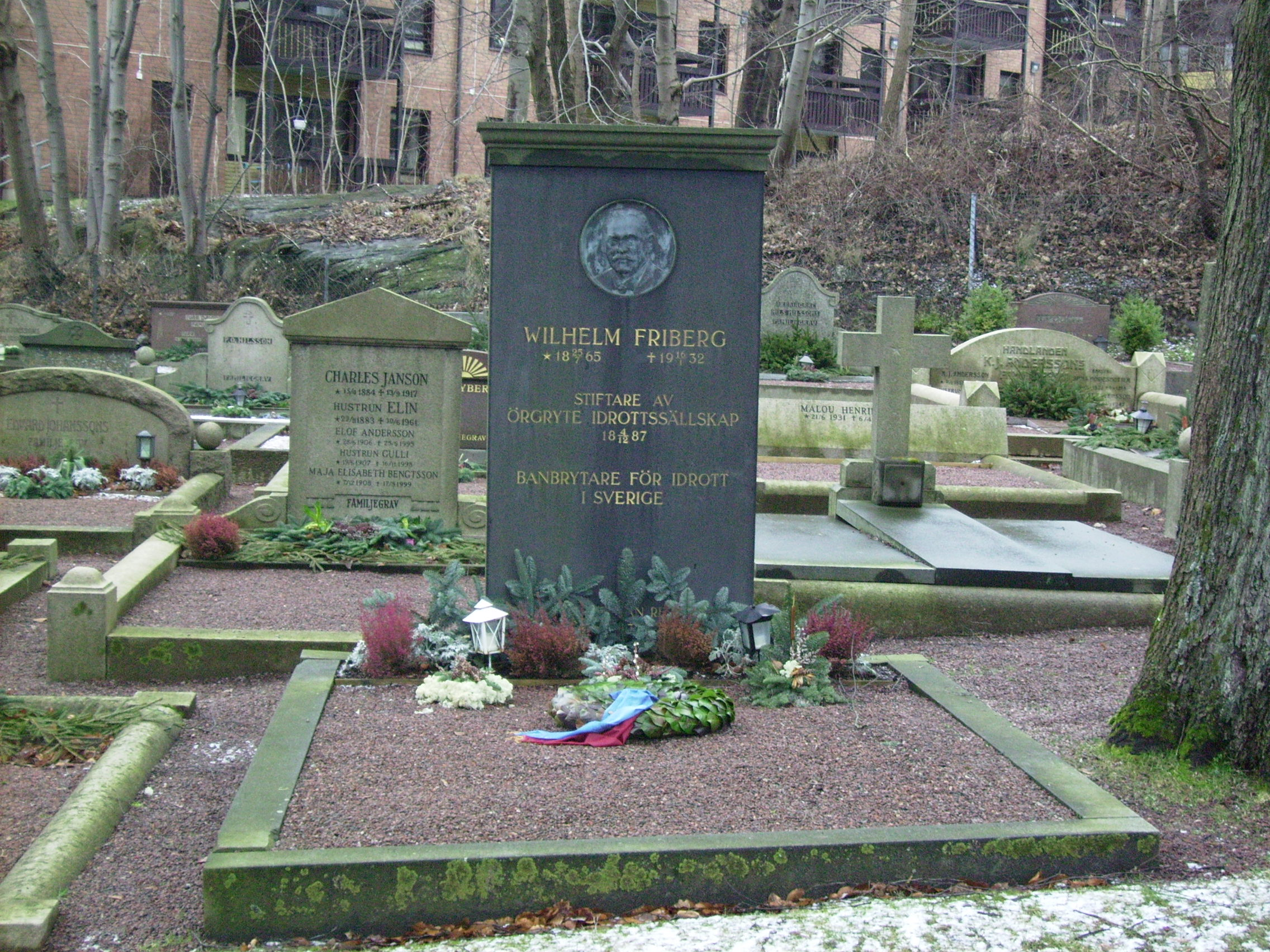
Grab Fribergs auf dem Örgryte nya kyrkogård in Göteborg mit der Aufschrift „Bahnbrecher des Sports in Schweden“

Wilhelm Friberg (* 25. Juli 1865 in Göteborg; † 16. Januar 1932) war ein schwedischer Fußballfunktionär. Er gilt als einer der Pioniere des schwedischen Fußballs.

## Werdegang
Friberg, der als Sohn eines Seilmachers geboren wurde, beendete als 15-Jähriger die Oberschule. Anschließend begann er als Angestellter bei der Bohus Mekaniska Verkstad seine berufliche Laufbahn, wo er 44 Jahre arbeitete.
Bei einem Besuch des Göteborger Parkanlage Heden wurde Friberg auf die Sportler des IS Lyckans Soldater aufmerksam, die auf dem dortigen Gelände Gymnastik, Laufen und im Winter Schlittschuhwettbewerbe austrugen. In der Folge zeigte er sich sportbegeistert und initiierte 1887 den Bau des Sportplatzes Balders Hage. Im selben Jahr war er an der Gründung von Örgryte IS beteiligt, dessen Vorsitzender er wurde. Zunächst betrieb der Klub Wettkämpfe in Leichtathletik, Tauziehen und Ringen, später kam auch noch Fußball hinzu.
1892 gehörte Friberg zu den Initiatoren eines Fußballspiels zwischen IS Lyckans Soldater und Örgryte IS. Das am 22. Mai stattfindende Duell war das erste Fußballspiel zwischen zwei schwedischen Mannschaften nach den regeln des Assoziationsfußball. Da sein Klub anfangs nur wenige gegnerische Mannschaften fand, entschloss er sich zu einer weiteren Vereinsgründung. Im Sommer 1897 gehörte er zu den Gründungsmitgliedern des Göteborgs FF. Während sein Stammverein sich zur nationalen Spitze formierte und bis 1913 elf Landesmeistertitel gewann, zeichnete sich die Neugründung ebenfalls erfolgreich aus und zog zweimal ins Endspiel um die schwedische Meisterschaft ein, das jedoch beide Male verloren ging.
Bis 1910 war Friberg Vorsitzender beider Vereine, ehe er sein Amt beim Göteborgs FF niederlegte. Parallel engagierte er sich beim Svenska Fotbollförbundet, dessen Vorsitzender er zwischen 1908 und 1917 war. Bis 1926 leitete er die Geschicke von Örgryte IS.
Im Dezember 1931 verletzte sich Friberg bei einem Unfall mit einem Fahrradfahrer. In der Folge einer Infektion erkrankte er an einer Thrombose und verstarb am 16. Januar 1932.